# 숀 스파이서

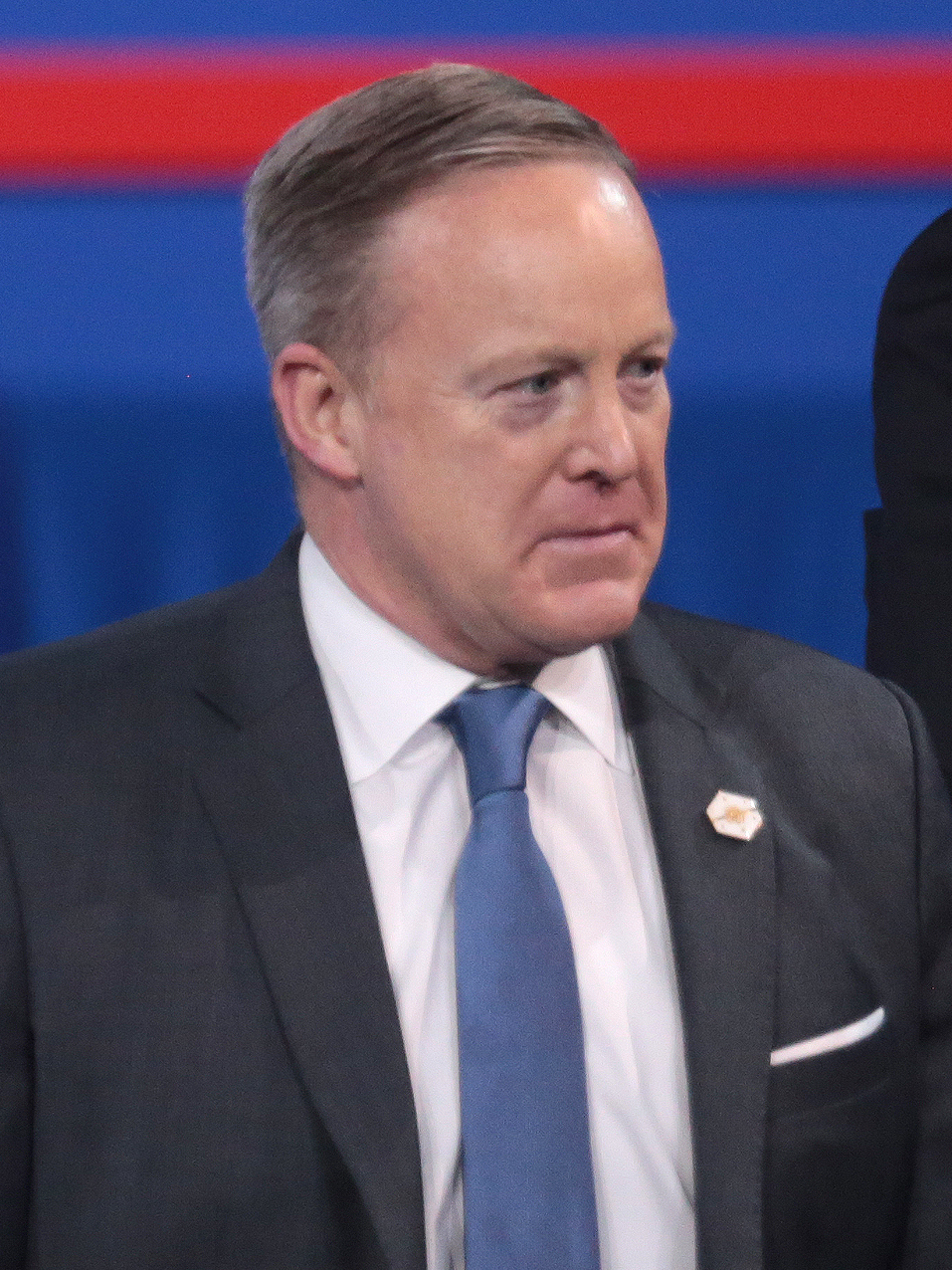
2017년 모습

숀 스파이서(Sean Spicer, 본명: 숀 마이클 스파이서, Sean Michael Spicer, 1971년 9월 23일 ~ )는 미국의 전직 정치 보좌관으로 제30대 백악관 기자 비서관과 2017년 도널드 트럼프 대통령 하에서 백악관 커뮤니케이션 디렉터를 역임했다. 스파이서는 2011년부터 2017년까지 공화당 전국위원회 커뮤니케이션 디렉터를 역임했다. 2015년부터 2017년까지 수석 전략가였다.
백악관 언론 비서로 재임하는 동안 스파이서는 논란의 여지가 있고 거짓인 여러 공개 성명을 발표했으며 백악관 기자단과 논쟁적인 관계를 발전시켰다. 첫 번째 사례는 트럼프 취임 다음 날인 2017년 1월 21일에 발생했다. 스파이서는 트럼프 취임식의 군중이 그러한 행사에서 역대 최대 규모였으며 언론이 의도적으로 관중 수를 과소 평가했다는 주장을 반복했다. 이 성명이 널리 비판을 받은 후, 트럼프 보좌관 켈리앤 콘웨이는 스파이서가 취임식 참석자 수와 관련하여 "대안적 사실"이라고 부르는 것을 제시했다고 말했다.
스파이서는 2017년 7월 21일 백악관 대변인직을 사임했지만 8월 31일까지 불특정 자격으로 백악관에 남아 있었다. 스파이서는 백악관을 떠난 이후 회고록 "The Briefing: Politics, the Press, and the President"를 출판했다. 댄싱 위드 더 스타 (미국의 텔레비전 프로그램) 시즌 28에 참가자로 출연했으며 뉴스맥스 TV에서 정치 토크쇼를 진행했다.